# Марта Ізабель Чаваррі Дупуй
Пані Марта Ізабель Чаваррі Дупуй (Martha Isabel Chavarri Dupuy) — перуанський адвокат та дипломат. Надзвичайний і Повноважний Посол Перу в Україні (з 2009).

## Життєпис
Закінчила гуманітарний факультет Папського католицького університету в Перу (1965), факультет правознавства Папського католицького університету в Перу (1974), Дипломатична академія Перу (1977), Диплом міжнародного права в Університетському коледжі Лондона (1976), Диплом міжнародних відносин Інституту соціальних наук Гаага (1987), Адвокат, Папський католицький університет Перу (1977), MA в міжнародних відносинах, Дипломатична академія Перу (1978). Володіє мовами: іспанська, французька, англійська, німецька.
У 1975—1976 рр. — секретар, глава кабінету Чилі-Болівія і Аргентина, Бразилія, Уругвай і Парагвай, в Департаменті Південної Америки МЗС Перу.
У 1978—1982 рр. — секретар з політичних питань в посольстві Перу у Франції.
У 1982—1984 рр. — перший секретар з політичних питань в посольстві Перу в Чилі.
У 1984—1985 рр. — науковий директор Дипломатичної академії Перу.
У 1985—1987 рр. — керівник відділу планування Генерального директорату внутрішніх справ.
У 1987 році — радник, заступник директора секретаріату співробітництва з Організацією американських держав (ОАД) Департаменту з політичних і правових питань МЗС Перу.
У 1987—1989 рр. — радник з політичних питань у посольстві Перу в Австрії, представник у міжнародній організації промислового розвитку (ЮНІДО) при ООН у Відні, Австрія.
З 1989 року — радник міністра, керівник канцелярії, тимчасовий повірений у справах в посольстві Перу в колишній НДР.
У 1990—1993 рр. — Генеральний консул Перу в Берліні, ФРН.
У 1993—1995 рр. — міністр, директор Головного управління Європи, Африки та Близького Сходу політичного департаменту МЗС Перу.
У 1996—1998 рр. — посол, директор управління Південної Америки МЗС Перу.
У 1998—2003 рр. — Надзвичайний і Повноважний Посол Республіки Перу у Фінляндії і посол за сумісництвом в Естонії.
У 2004—2009 рр. — заступник директора Головного управління Азіатсько-Тихоокеанського економічного співробітництва, Африки і Близького сходу МЗС Перу.
З 2009—2014 рр. — Надзвичайний і Повноважний Посол Республіки Перу в Польщі і за сумісництвом в Україні.